# Jenny Dalenoord

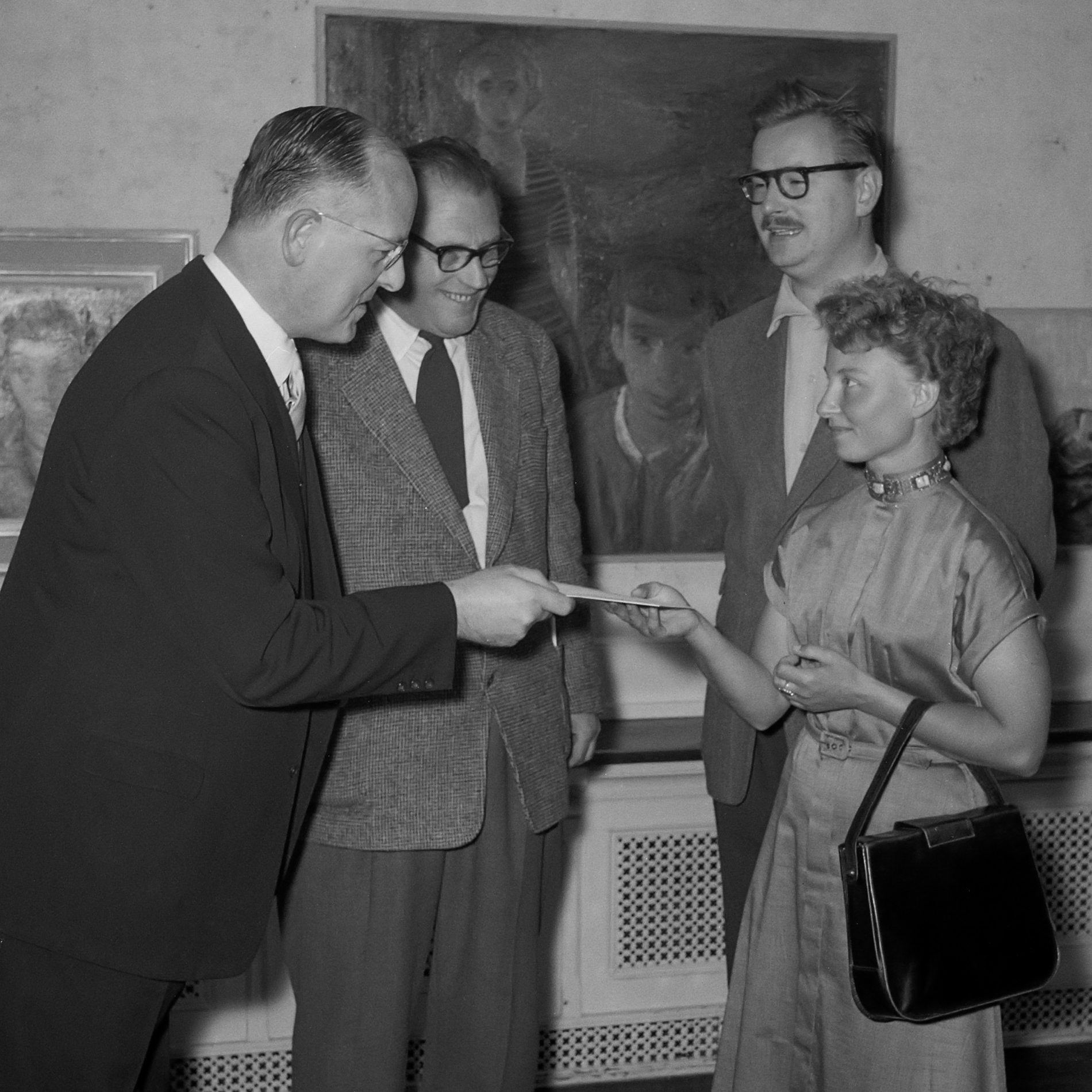
Jenny Dalenoord empfängt die Jacob Maris Preise (1955)

Jenny Dalenoord (* 17. Juni 1918 in Chiberon auf Java; † 25. Oktober 2013 in Soest, Niederlande) war eine niederländische Malerin.
Dalenoord arbeitete von 1954 bis 2003 in Den Haag. In den Niederlanden war sie eine bekannte Kinderbuch-Illustratorin. Sie schuf z. B. die Illustrationen für die auch ins Deutsche übersetzte Jan-Jaap-Kinderbuch-Reihe von Leonard Roggeveen (1898–1959) oder für Kinderbücher von Anne de Vries, Annie M. G. Schmidt (Wiplala kommt wieder), An Rutgers oder Miep Diekmann. In Deutschland ist sie durch ihre Bilder für die von der Deutschen Bischofskonferenz herausgegebene Bibel für die Grundschule (1979) bekannt geworden.